# Filip
Filip je mužské jméno, které pochází z řeckého Philippos (Φίλιππος), což znamená „milovník koní“. Ve starověkém Řecku si koně mohli dovolit jen bohatí lidé, kteří měli dostatek prostředků na jeho uživení, proto je jméno spojováno právě s láskou k něčemu vznešenému. Co do symbolického významu, jméno symbolizuje krásu, bohatství a ušlechtilost, což je také spojováno s aristokracií, tedy vrstvou, která nejčastěji vlastnila koně. Ženská podoba tohoto jména je Filipa.

## Statistické údaje

### Četnost jména
Následující tabulka uvádí četnost jména v ČR a pořadí mezi mužskými jmény ve srovnání dvou roků, pro které jsou dostupné údaje MV ČR – lze z ní tedy vysledovat trend v užívání tohoto jména:
| Rok        | Četnost     | Pořadí   |
| 1999       | 20833       | 43.      |
| 2002       | 23165       | 41.      |
| Porovnání  | o 2332 více | o 2 lépe |
| 2006       | 32325       | 31.      |
| 1. 9. 2008 | 37118       |          |
| 1. 5. 2009 | 38229       | 30.      |
| 1. 2012    | 42664       |          |

Změna procentního zastoupení tohoto jména mezi žijícími muži v ČR (tj. procentní změna se započítáním celkového úbytku mužů v ČR za sledované tři roky 1999–2002) je +12,0 %, což svědčí o poměrně značném nárůstu obliby tohoto jména.

### Oblíbenost jména
Následující přehled vývoje oblíbenosti křestního jména Filip je sestaven podle údajů ČSÚ, vždy v lednu daného roku.
| Rok    | 1999 | 2000 | 2001 | 2002 | 2003 | 2004 | 2005 | 2006 | 2007 | 2008 | 2009 | 2010 | 2011 | 2012 | 2013 | 2014 | 2015  |
| Pořadí | 14.  | 13.  | 12.  | 5.   | 10.  | 10.  | 7.   | 11.  | 8.   | 10.  | 5.   | 5.   | 8.   | 10.  | 9.   | 6.   | 4.–6. |

## Domácké podoby
Filípek, Fíla, Filda, Filďa, Filis, Filoušek, Fildoušek, Fílouš

## Filip v jiných jazycích
- Anglicky: Philip nebo Philippe
- Bulharsky: Филип
- Dánsky, německy: Philipp
- Finsky: Vilppu
- Francouzsky: Philippe
- Italsky: Filippo
- Latinsky: Philippus
- Katalánsky: Felip
- Maďarsky: Fülöp
- Polsky, slovensky, srbochorvatsky, švédsky: Filip
- Portugalsky: Filipe, Felipe
- Rusky: Филипп
- Španělsky: Felipe
- Řecky: Φίλιππος
- Nizozemsky: Filip nebo Filippus
- Japonsky: "Firippu"
- Litevsky: "Pilypas"

## Data jmenin
- Římskokatolický církevní kalendář: 3. května spolu s Jakubem i 26. květen samostatně

- Lotyšsko – 6. duben (Filips, Vilips, Vilips, Zinta)
- Chorvatsko – 3. květen (Filip i Jakub)
- Francie – 3. květen (Phillippe)
- Česko – 26. květen (Filip)
- USA – 26. květen (Philip, Phil)
- Anglie – 23. srpen (Philip, Phillip, Phil)
- Slovensko – 23. srpen (Filip)
- Řecko – 14. listopad (Filipos)

Původ dat:
- 3. květen – na 3. května spadá svátek apoštolů Filipa a Jakuba

- 26. květen – 26. května 1595 zemřel v Římě svatý Filip Neri, odtud toto datum.

## Známí nositelé jména

### Svatí a blahoslavení
- sv. Filip (apoštol) – křesťanský apoštol a mučedník
- sv. Filip Neri
- bl. Filippo Rinaldi

### Panovníci
(v závorce období vlády)
Belgie
- Filip Belgický (od 2013)

Byzanc
- Filippikos Bardanes (711–713)

Francie
- Filip I. Francouzský (1060–1108)
- Filip II. August (1180–1223)
- Filip III. Francouzský (1270–1285)
- Filip IV. Francouzský (1285–1314)
- Filip V. Francouzský (1316–1322)
- Filip VI. Francouzský (1328–1350)
- Filip I. vévoda Orleánský
- Filip II. vévoda Orleánský (regent Francie) (1715–1723)
- Ludvík Filip II. vévoda Orleánský – známý jako Filip Egalité (*1747 – zemřel 1793) – politik a otec Ludvíka Filipa
- Ludvík Filip III. Orleánský – známý jako Ludvík Filip (1773–1850), poslední francouzský král (1830 – 1848)
- Filip Francouzský (1116–1131) – francouzský spolukrál

Makedonie
- Filip I. Makedonský (640–602 př. n. l.)
- Filip II. Makedonský (359–336 př. n. l.)
- Filip III. Arrhidaios (323–317 př. n. l.)
- Filip IV. Makedonský (297–296 př. n. l.)
- Filip V. Makedonský (221–179 př. n. l.)

Starověký Řím
- Philippus Arabs (244–249)
- Philippus mladší (247–249)

Svatá říše římská
- Filip Švábský (1198–1208)

Sýrie – Judské království
- Filip I. Herodes (?–34)

Španělsko
- Filip I. Kastilský (král kastilský a leonský) (1482–1506)
- Filip II. Španělský (král španělský, neapolský a sicilský) (1554–1598)
- Filip III. Španělský (král španělský a portugalský) (1598 – 1621)
- Filip IV. Španělský (král španělský, portugalský, neapolský a sicilský) (1621–1665)
- Filip V. Španělský (král španělský) (1701–1746)
- Filip VI. Španělský (král španělský) (od 2014)

Švédsko
- Filip Švédský (1105–1118)

### Další šlechtici
- Filip I. Burgundský – burgundský vévoda (1350–1361) a falckrabě (1347–1361)
- Filip I. Dánský, dánský hrabě (1289–1334)
- Filip I. Flanderský, flanderský hrabě (1168–1191)
- Filip I. Hesenský, hesenský lankrabě (1509–1567)
- Filip I. Savojský, savojský hrabě (1268–1285)
- Filip III. Dobrý – vévoda burgundský, brabantský a lucemburský, hrabě flanderský, burgundský, holandský i zélandský. (*1396 – zemřel 1467)
- Filip Falcký (1448–1508), falcký kurfiřt
- Filip Hurepel – syn Filipa II. Augusta, hrabě z Boulogne, z Mortain, z Dammartinu, z Clermontu a Aumale (*1201 – zemřel 1234)
- Filip Kastilský – syn Ferdinanda III., kastilský princ (*1231 – zemřel 1274)
- Filip Parmský – parmský vévoda (1748–1765)
- Filip Salcburský – vnuk Přemysla Otakara I., probošt vyšehradský (1237–1246), arcibiskup salcburský (1246–1267)
- Filip z Montfortu – pán z La Ferté-Alais a Castres-en-Albigeois, v letech 1246–1270 pánem v Tyru a Toronu

### Ostatní

#### Češi
Umělci
- Filip Blažek – český herec
- Filip Jánský – český spisovatel
- Filip Koryta (Dr. Filipitch) – český básník a slamer
- Filip Macek – český varhaník, sbormistr a dirigent
- Filip Rajmont – český herec
- Filip Renč – český herec, scenárista a režisér
- Filip Singer – český fotograf
- Filip Škába – český spisovatel a překladatel
- Filip Tomsa – český herec
- Filip Topol – český skladatel a zpěvák skupiny Psí vojáci

Sportovci
- Filip Hadač – český orientační běžec
- Filip Jícha – český házenkář
- Filip Kuba – český hokejista v NHL
- Filip Novotný – český hokejový brankář
- Filip Ospalý – český triatlonista
- Filip Trejbal – český alpský lyžař
- Filip Trojovský – český model a kickboxer

Ostatní
- Filip Kanda – český novinář
- Filip Maxmilián Opiz – významný český botanik
- Filip Sajler – český kuchař
- Filip Šedivý – český politik a diplomat

#### Cizinci
Historické osobnosti
- Filip Sattler – německo-český sochař pozdního baroka
- Philipp Melanchthon – středověký reformátor
- Filippo Brunelleschi – italský architekt, průkopník florentské renesance
- Filippo Lippi – italský renesanční malíř
- Filippino Lippi – italský renesanční malíř, syn Filippa Lippiho
- Filip de Nova villa – sidónský biskup a generální vikář
- Filip Fridrich Breuner – olomoucký kanovník, světící biskup a později i biskup vídeňský
- Filippo Juvarra – italský barokní architekt a divadelní výtvarník
- Filippo Pacini – italský anatom, jako první izoloval původce cholery
- Filippo della Valle – italský sochař pozdního baroka a raného klasicismu
- Felipe González Ahedo – španělský navigátor a kartograf, anektoval Velikonoční ostrov
- Philip Carteret – mořeplavec francouzského původu, objevitel Pitcairnova ostrova
- Filip Gotthard Schaffgotsch – římskokatolický kněz a biskup vratislavský
- Philippe Pinel – francouzský lékař, zakladatel psychiatrie
- Filippo Tommaso Marinetti – italský básník a prozaik, zakladatel futurismu
- Philippe Pétain – francouzský důstojník, od roku 1918 maršál
- Filipp Ivanovič Golikov – maršál Sovětského svazu za druhé světové války
- Filip Rězak – lužickosrbský překladatel, přeložil Babičku od Boženy Němcové

Současné osobnosti
- Philip K. Dick – americký spisovatel sci-fi
- Phil Lynott – irský skladatel a zpěvák, člen rockové kapely Thin Lizzy
- Filip Nikolic – francouzský herec a zpěvák
- Filip Adwent – polský lékař a euro-poslanec
- Philippe Sollers – francouzský spisovatel, scenárista a režisér
- Philip Glass – americký hudební skladatel
- Phil Anselmo – americký heavy metalový zpěvák
- Phil Collins – anglický zpěvák a bývalý lídr skupiny Genesis
- Filip Albrecht – německo-český textař, producent a manažer
- Filippo Coarelli – italský archeolog a helénista

#### vůdcové
- Filip z Milly – velmistr řádu Templářů (1169–1171)
- Filip z Plessis – velmistr Řádu Templářů (1201–1209)
- Filip Lang z Langenfelsu – první komorník Rudolfa I. (stínový vládce)
- Filip Vujanović – prezident Černé Hory (2003–2018)
- Felipe Calderón – mexický politik, prezident Mexika (2006–2012)

#### sportovci
- Philippe Étancelin – francouzský automobilový závodník
- Philippe Adams – belgický automobilový závodník
- Filippo Inzaghi – italský fotbalista
- Philipp Lahm – německý fotbalista
- Felipe Massa – brazilský závodník Formule 1
- Filip Polášek – slovenský tenista
- Philipp Kohlschreiber – německý profesionální tenista
- Filip Filipović – srbský vodní pólista
- Phil Kessel – americký lední hokejista